# Elaeocarpus marginatus
Elaeocarpus marginatus là một loài thực vật có hoa trong họ Côm. Loài này được Stapf ex Weibel mô tả khoa học đầu tiên năm 1975.